# 메스칼람두그

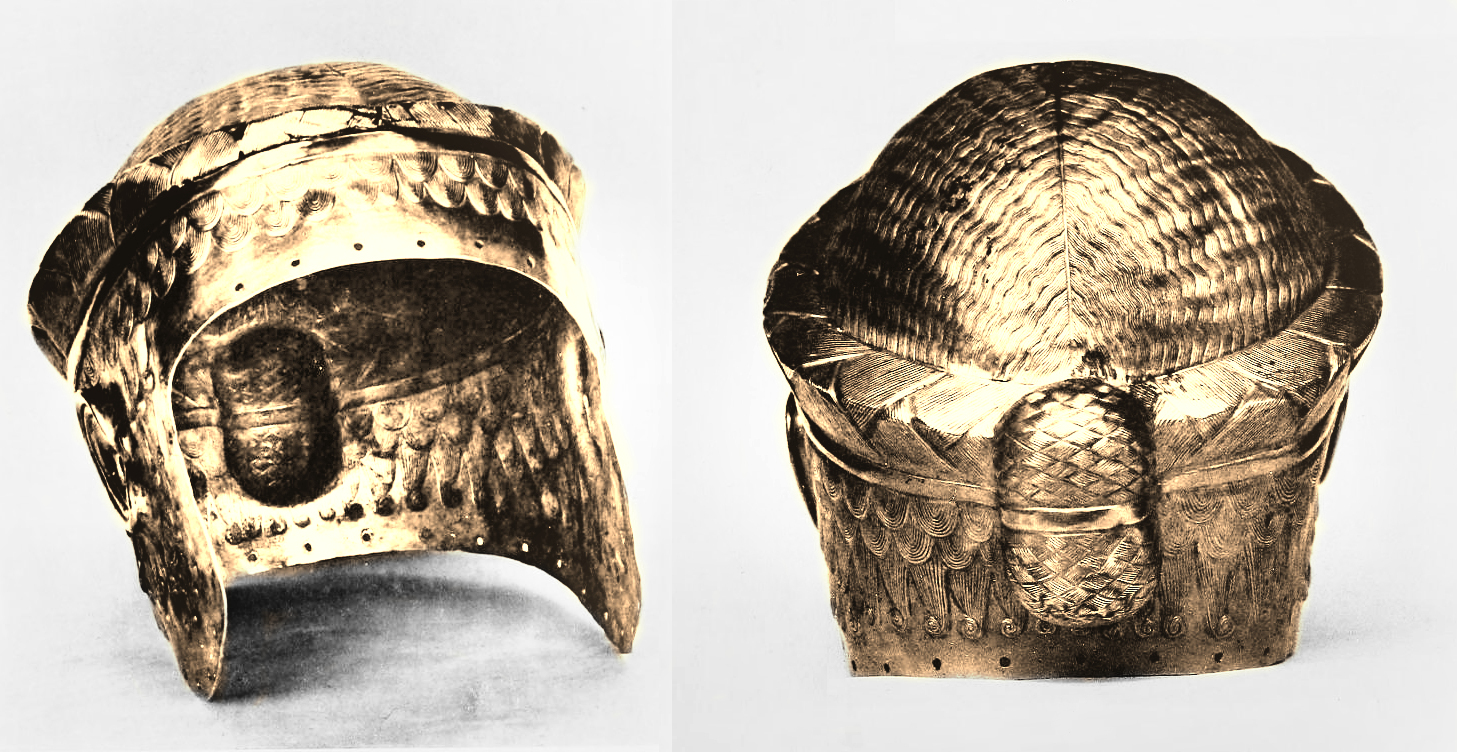
메스칼람두그의 골든 헬멧

메스칼람두그(Meskalamdug, "좋은 나라의 영웅")는 우르의 지배자였지만 수메르의 왕 목록에는 나오지 않는다.
그의 무덤은 1924년 영국 고고학자에 의해 발굴되었는데 금속 공예품을 포함하였다. 왕의 이름을 지닌 금관을 포함한다. 그의 부인 이름은 니반다 여왕이었다. 메스칼람두그는 또 왕(루갈)이라는 다른 무덤의 봉인에도 언급되었다. 그러나 그의 무덤에는 순장자가 없어 울리는 그가 왕족이 아니라고 생각한다. 그의 이름은 10년 후 프랑스 고고학자에 의해 마리에서 발견된 염주에도 우르의 메산네파다 왕의 아버지로 기록되어 있었다.

## 같이 보기
- 수메르
- 우르의 왕릉